# 中国人民解放军海军北海水警区
中国人民解放军海军北海水警区，机关驻地广西壮族自治区北海市，是中国人民解放军南部战区海军的水警区。

## 沿革
1964年12月29日，海军命令，根据中央军委办公厅1964年10月29日通知和中国人民解放军总参谋部1964年11月6日通知，组建海军龙门巡防区，代号4405部队，归属南海舰队建制。主任皮九根，政委王义君。海军龙门巡防区驻防在广西壮族自治区钦县龙门。1969年1月20日，海军命令，根据中央军委1969年1月13日批复，海军龙门巡防区扩编为海军龙门水警区，沿用原龙门巡防区代号，执行师级权限，仍归属南海舰队建制。（7月1日南海舰队命令执行，海军龙门水警区7月1日组建）。同年，设教导队于钦县大寺镇。1971年1月16日，海军电复南海舰队，根据中央军委1969年3月18日批复，海口水警区和龙门水警区机关对调防务。（3月16日南海舰队司令部转发执行）。1979年设雷达观通站于乌雷岭，1985年撤销。1983年5月经过调整后，组建猎潜艇某大队，驻泊北海港。1985年11月，海军龙门水警区改称海军北海水警区，仍归属南海舰队建制，仍驻钦县龙门。1985年以后，海军北海水警区下辖护卫艇某大队、猎潜艇某大队等。1987年12月，海军北海水警区机关移驻北海市，在钦县龙门留下38126部队、直属装备修理所、勤务船中队驻龙门至1990年不变。
1990年11月22日，中共中央总书记、中央军委主席江泽民视察了南海舰队北海水警区，并挥毫题写了“南海卫士”四字。

## 历任领导
| 海军龙门水警区、北海水警区司令员 - 邱风娄（？—？） - 罗观仁（？—？） - 樊玉振（？—？） - 欧略（？—？） - 刘有丁（？—？） - 刁伯安（？—？） - 杨枢（？—？） …… - 陈焕新 海军大校（？—2004年） - 孟祥荣 海军大校（2004年—2009年） - 黄凤志 海军大校（2009年—？） - 邱文生 海军大校（？—） | 海军龙门水警区、北海水警区政治委员 - 王义君（？—？） - 田锡福（？—？） - 王崇云（？—？） - 刘修生（1983年—1986年） - 张昭玉（？—？） - 杨应林（？—？） …… - 亓玉台 海军大校（？—？） - 熊学钊 海军大校（？—？） - 赵新 海军大校（2011年—2015年） |